# Tokutaro Ukon
Tokutaro Ukon, född 23 september 1913 i Hyōgo prefektur, Japan, död 30 november 1943, var en japansk fotbollsspelare.